# Arkéa Ultim Challenge
L'Arkéa Ultim Challenge-Brest est un tour du monde en solitaire pour les trimarans géants de la classe Ultim 32/23 organisé par la société OC Sport Pen Duick, filiale du groupe français Télégramme. Le parcours est identique à celui du Vendée Globe, à la différence près que le départ est donné de Brest. La première édition de la course se tient en 2024.

## Règlement

### Parcours
Le parcours commence à Brest puis passe par le cap de Bonne-Espérance, le cap Leeuwin et le cap Horn, et finit par une remontée vers Brest, pour une distance d'environ 40 000 km.

### Durée de la course
Le temps de parcours est d'environ 45 jours. La ligne d’arrivée sera fermée 100 jours après le départ à Brest.

### Assistance et escales techniques
Pour des raisons de sécurité et afin de prévenir les accidents, les escales techniques sont autorisées contrairement au Vendée Globe. Leur nombre n'est pas limité. Les escales techniques ont une durée minimale de 24 h.
De plus, comme chaque course de la catégorie Ultime 32/23, le routage à terre est autorisé. Chaque équipe a sa propre équipe de routage.

### ModeGhostsupprimé
Le mode Ghost devait permettre aux skippers de cacher leur position pendant 24 heures, à deux reprises. Il était prévu dans l'avis de course publié le 6 mars 2023. Il est annulé. En effet, le système de détection par satellite doit fonctionner en permanence à bord des multicoques, pour informer les navires de commerce qui viendraient à croiser leur route,.

### Dotation
Le vainqueur de la course reçoit le trophée de la compétition avec une récompense de 200 000 €, soit un montant égal aux frais d'inscription.

## Édition 2024

### Participants
Pour cette première édition, 6 concurrents sont inscrits, tous en trimaran.
| Concurrent         | Nom du bateau             | Mise à l'eau | Architecte        | Chantier                    |
| ------------------ | ------------------------- | ------------ | ----------------- | --------------------------- |
| Anthony Marchand   | Actual Ultim 3            | 2015         | VPLP Design       | Multiplast CDK Technologies |
| Armel Le Cléac'h   | Maxi Banque Populaire XI  | 2021         | VPLP Design       | CDK Technologies            |
| Charles Caudrelier | Maxi Edmond de Rothschild | 2017         | Guillaume Verdier | Multiplast                  |
| Thomas Coville     | Sodebo Ultim 3            | 2019         | Sodebo Design     | Multiplast                  |
| Tom Laperche       | SVR-Lazartigue            | 2021         | VPLP Design       | Multiplast CDK Technologies |
| Éric Péron         | Adagio                    | 2014         | VPLP Design       | Multiplast                  |

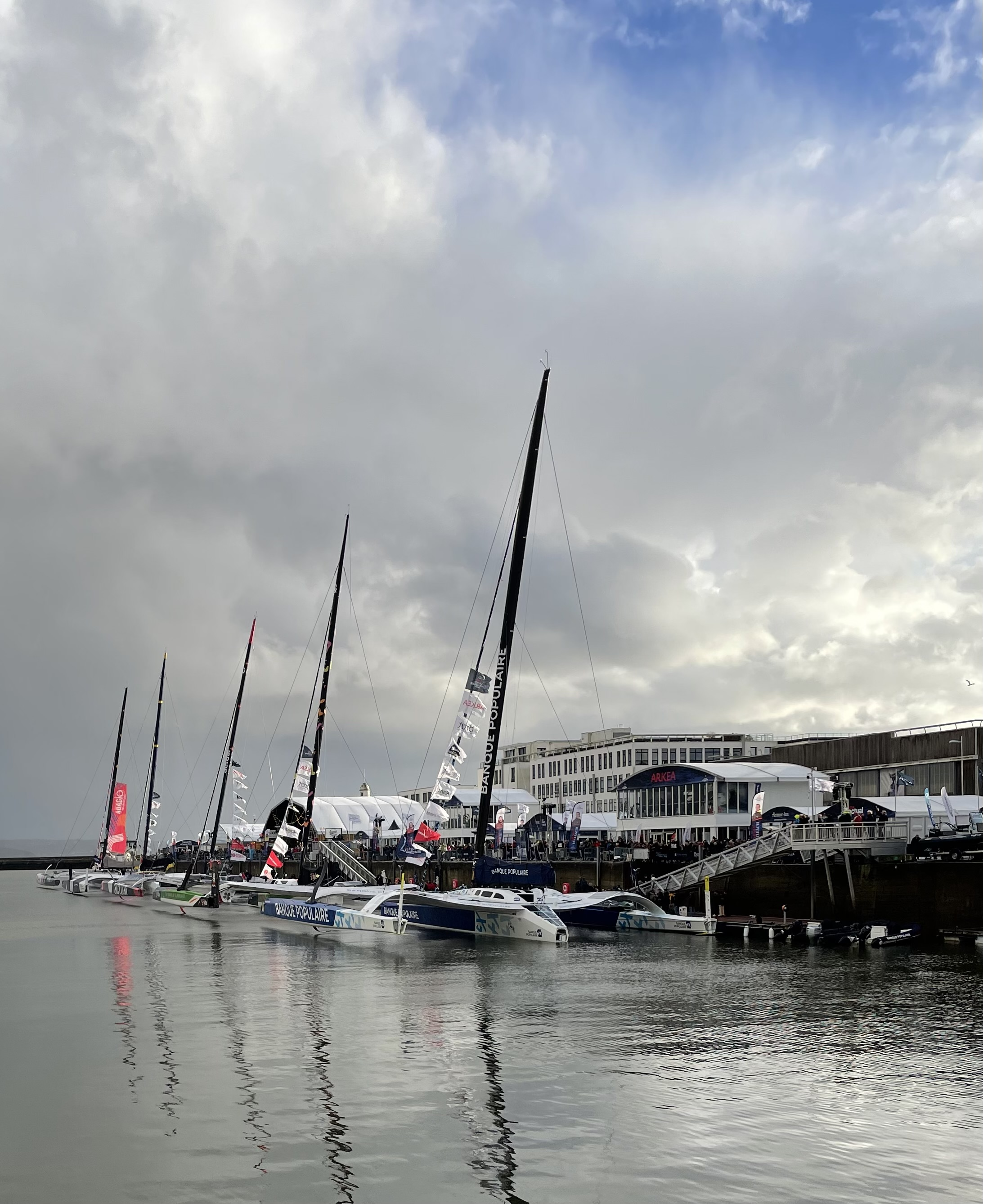
5 des 6 concurrents amarrés au quai Malbert à Brest avant le départ.
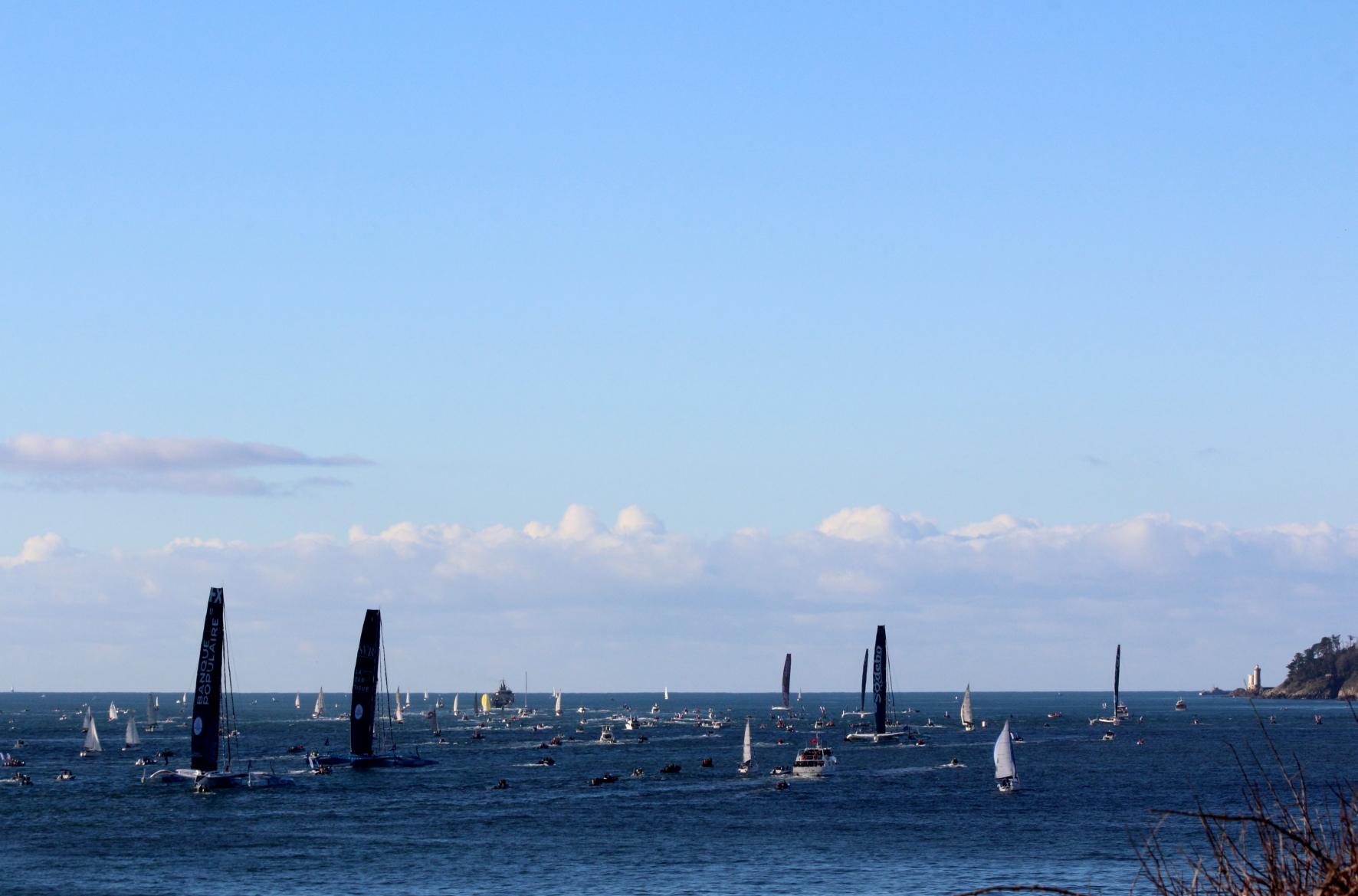
Les concurrents au départ de Brest devant le phare du Petit Minou.

### Déroulement de la course

#### Atlantique Sud et océan Indien
À partir du 10e jour de course, Charles Caudrelier reste à l'avant du front d'une dépression qui se déplace à une vitesse compatible avec le potentiel du bateau depuis le large de l'Amérique du Sud jusqu'aux iles Kerguelen. Charles Caudrelier navigue sur une mer peu formée et aligne 3 journées à près de 35 noeuds de moyenne (838 milles pour ses meilleures 24h). À cette occasion, il bat  plusieurs records : 
- trajet Équateur-cap de Bonne-Espérance : Il établit le meilleur temps intermédiaire toutes catégories confondues (solitaire et en équipage) en 5 j 17 h 20 min[8]
- océan Indien (WSSRC) : il bat le record en solitaire établi par Thomas Coville en 2016 avec un temps de 8 j 8 h 20 min[9]
- trajet Ouessant-cap Leeuwin : il bat de plus de 24 heures le précédent record en solitaire établi par François Gabart en 2017, avec un temps de passage de 18 j 05 h 43 min. Il conserve plus de 24 heures d'avance sur le record en solitaire établi par le même François Gabart sur temps de passage à l'anti Méridien, en 22 j 03 h 06 min

#### Parcours de l'océan Pacifique

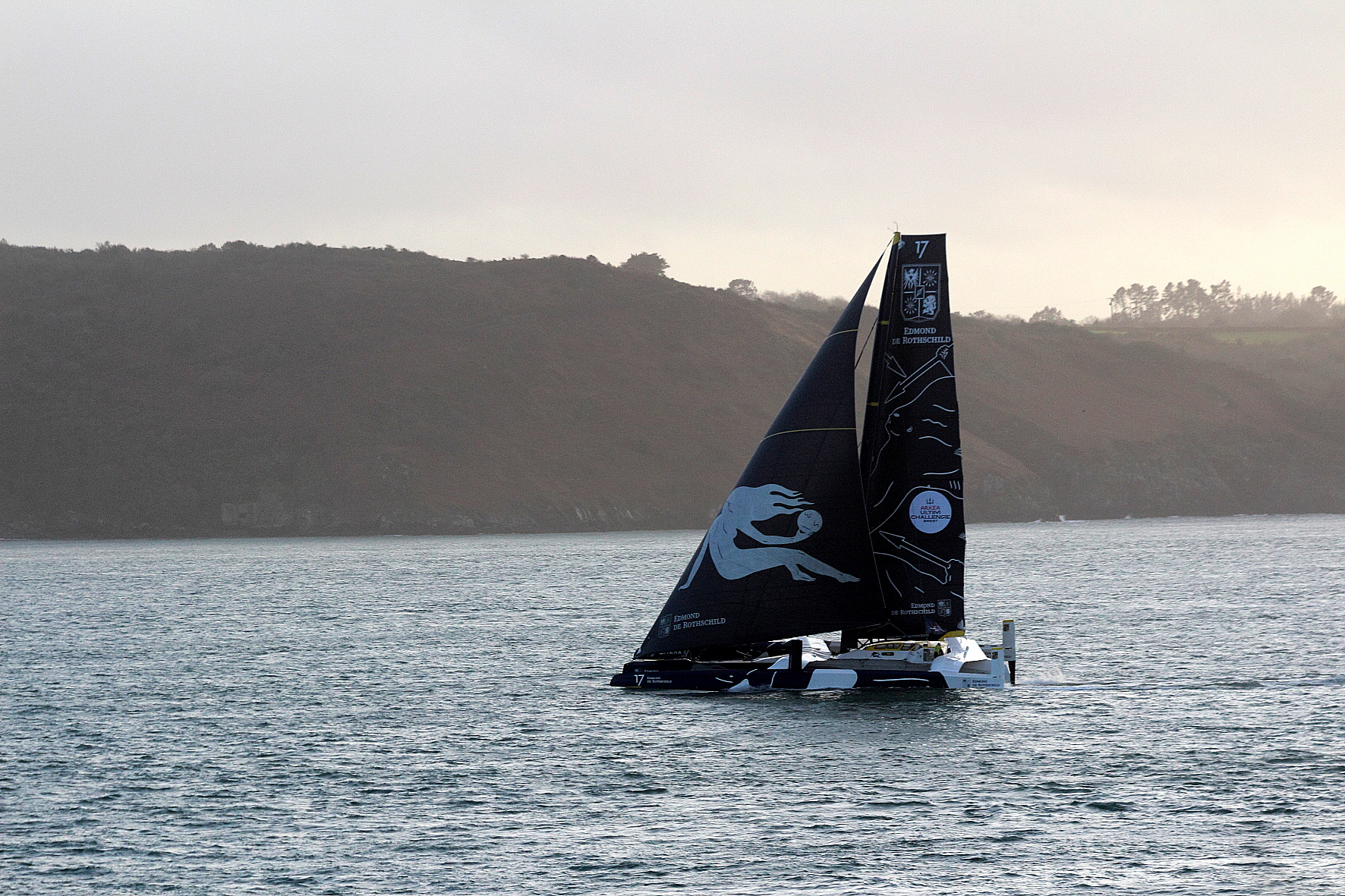
Le trimaran Maxi Edmond de Rothschild, skippé par Charles Caudrelier avant le début de la course.

Charles Caudrelier passe le Cap Leeuwin le 26 janvier en un temps record de 18 jours 5 heures et 44 minutes, avec plus de deux jours d'avance sur Thomas Coville, deuxième de la course. Derrière, Armel Le Cleac'h rattrape son retard sur Coville petit à petit et pointe à 301 milles de ce dernier lors de son passage du Cap Leeuwin le 30 janvier. Au même moment, Anthony Marchand et Éric Péron attaquent leur traversée de l'océan Indien, après être tous les deux repartis du port du Cap,.
Alors qu'il longe le Sud de l'Australie, Armel Le Cleac'h est contraint de contourner une dépression qui le fait emprunter le détroit de Bass entre la Tasmanie et l'Australie. Cependant il prend la 2e place au classement en doublant Thomas Coville arrêté au port de Hobart. Les jours suivants, Le Cleac'h contourne la Nouvelle-Zélande par le Nord, une route atypique mais nécessaire pour éviter la dépression passant au Sud du pays. Après avoir passé le point Nemo, Charles Caudrelier est contraint de ralentir sa course à partir du 2 février à 1 500 milles du Cap Horn afin de laisser passer deux fortes dépressions, présentant des vents de 50 à 70 nœuds. Malgré ce contre-temps, il conserve une avance confortable sur Le Cleac'h et Coville, eux aussi sous la pression d'un système météo défavorable,. 

#### Remontée de l'Atlantique
Charles Caudrelier est le premier à passer le Cap Horn et revenir dans l'océan Atlantique après 30 jours de course. Il est suivi par Armel le Cleac'h et Thomas Coville qui passent le cap au 34e et 35e jour de course respectivement.
Dans sa remontée de l'Atlantique Sud, alors que Le Cleac'h remonte le long de la côte de l'Argentine au portant dans des conditions propices, il subit une double avarie d'abord sur son safran bâbord, puis le safran central, rendant impossible la suite de la course. Il décide de faire une escale à Rio de Janeiro, sa deuxième de la course, permettant à Thomas Coville de reprendre la deuxième place, tandis que Anthony Marchand et Eric Péron poursuivent leur traversée du Pacifique,. À son retour en course, 48 h après le début de son escale, Le Cleac'h accuse un retard de 500 milles sur Coville, qui lui poursuit sa route vers le Pot au noir.
Au 44e jour de course, alors que Charles Caudrelier est toujours premier avec une confortable avance, il décide avec son équipe de faire une escale technique aux Açores afin de laisser passer une dépression générant une mer avec des vagues de 8 à 9 mètres de haut, comme il l'a déjà fait à l'approche du Cap Horn. Il repart après trois jours d'escale le 24 février, avec une avance de 1 500 milles sur Thomas Coville.
Au 50e jour de course, Charles Caudrelier franchit la ligne d'arrivée en tête avec une avance confortable malgré son arrêt aux Açores.

#### Événements de course

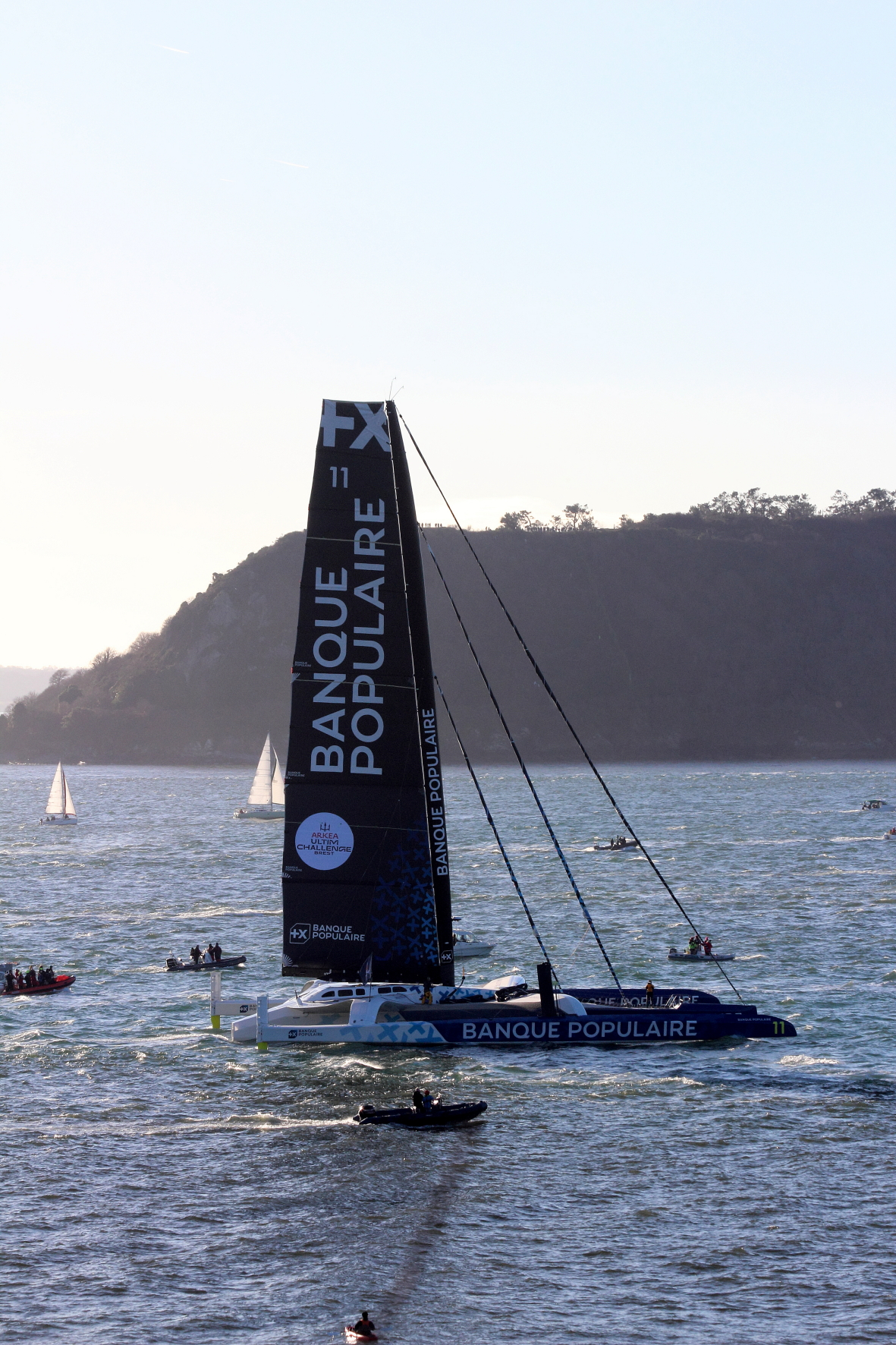
Le trimaran Banque Populaire XI, skippé par Armel Le Cléac'h avant le début de la course.

Le 14 janvier, Armel Le Cléac'h à bord du trimaran Banque Populaire XI est contraint de faire escale à Recife : le bateau nécessite des réparations au niveau du balcon avant et de l'amure de gennaker. Il repart après 24 h d'arrêt, comme le prévoit le règlement de la course.
Le 18 janvier, le trimaran SVR-Lazartigue qui se trouvait en deuxième position au onzième jour de course, heurte un OFNI à environ 1 300 milles du Cap (Afrique du Sud). Puits de dérive endommagé et avec une voie d'eau, Tom Laperche se détourne vers Le Cap pour expertiser les dégâts, et abandonne le 29 janvier au vu de l'importance des travaux de remise en état de course.
Le 23 janvier, Anthony Marchand, sur le trimaran Actual Ultim 3, heurte aussi un OFNI, qui endommage son foil bâbord. Le skipper se déroute le lendemain vers Le Cap pour enlever le foil qui menace l'intégrité du bateau,. Il repart le 27 janvier, 24 h après son arrivée au Cap, où son équipe a retiré le foil endommagé. Il poursuit la course avec un bateau « pas à 100% de son potentiel mais il repart sain ».
Le 26 janvier, Éric Péron sur Adagio est lui aussi victime d'une avarie au large du Cap de Bonne-Espérance, avec une casse de safran. Il se déroute au Cap, croisant Actual Ultim 3 qui repart en course et où SVR-Lazartigue est encore en escale technique,.
Alors 2ème de la course, Thomas Coville est lui aussi obligé de faire une escale à Hobart. Il s'arrête pour réparer le balcon avant et le filet de protection qui se sont arrachés. De plus, il profite de cet arrêt pour réparer aussi le système de descente des foils. Il repart le 2 février après deux jours d'arrêt afin de laisser passer une forte dépression,.

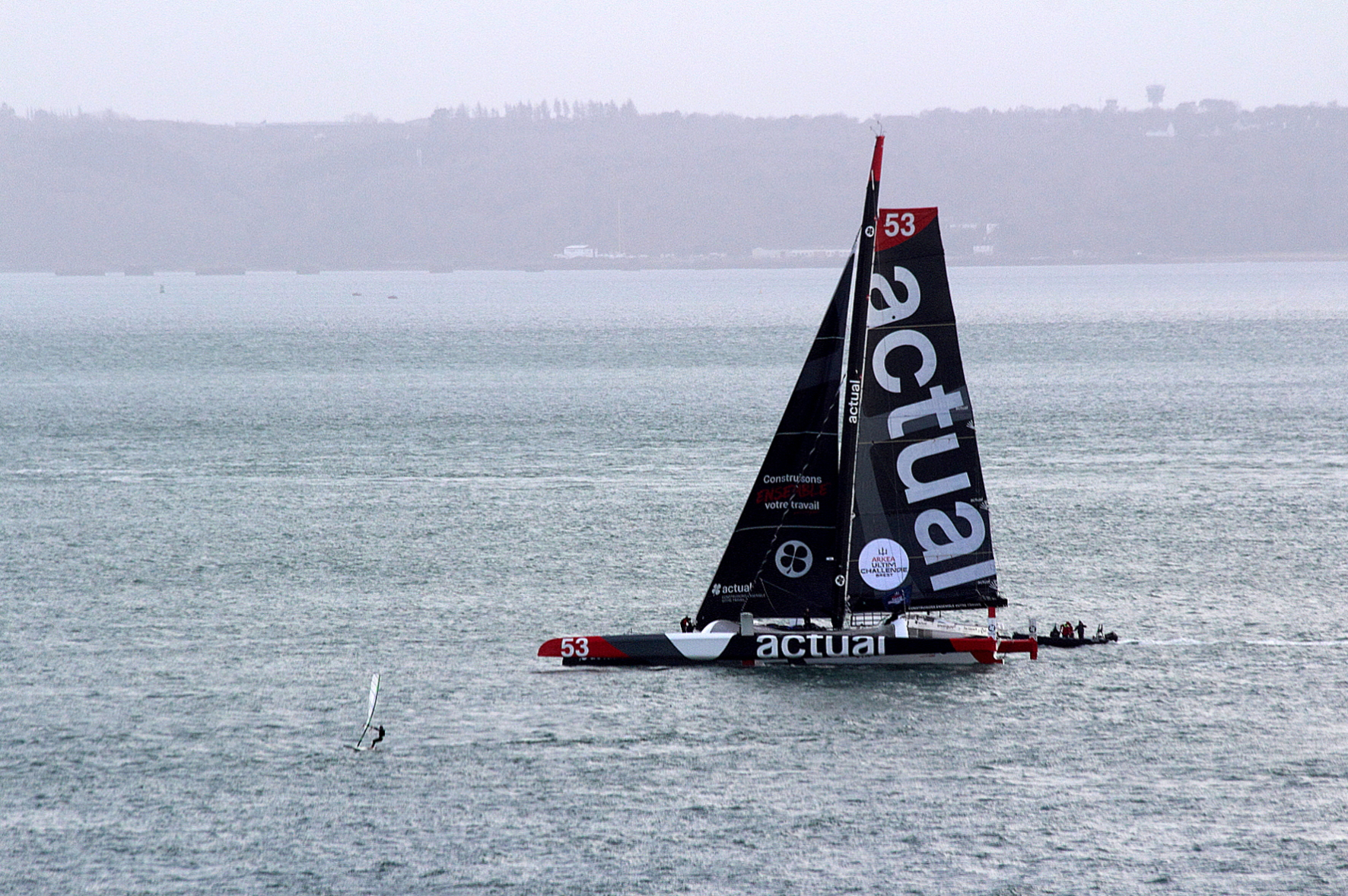
Le trimaran Actual Ultim 3, skippé par Anthony Marchand avant le début de la course.

Dans la nuit du 9 au 10 février, Anthony Marchand s'arrête pour la deuxième fois de la course, à Dunedin en Nouvelle-Zélande, après avoir constaté quelques jours auparavant une casse du son système de foil tribord.
Le 17 février, Armel Le Cleac'h, en 2e position au large du Brésil, est contraint de faire une deuxième escale également, à Rio de Janeiro, après avoir cassé deux safrans la veille. Deux pièces de remplacement partent le même jour de Bretagne et le skipper et son équipe espère pouvoir réparer rapidement avec comme objectif de conserver la 3e place.

### Temps de passage
| Skipper            | Équateur aller  | Bonne Espérance  | Cap Leeuwin      | Cap Horn         | Équateur retour  | Ouessant        |
| ------------------ | --------------- | ---------------- | ---------------- | ---------------- | ---------------- | --------------- |
| Charles Caudrelier | 6 j 7 h 41 min  | 12 j 1 h 2 min   | 18 j 5 h 44 min  | 30 j 4 h 38 min  | 39 j 19 h 14 min | 50 j 19 h 7 min |
| Thomas Coville     | 6 j 19 h 24 min | 13 j 13 h 48 min | 21 j 12 h        | 35 j 12 h 10 min | 45 j 3 h         | 53 j 1 h 12 min |
| Armel Le Cléac'h   | 6 j 20 h 16 min | 15 j 20 h 59 min | 22 j 12 h 36 min | 34 j 16 h 31 min | 47 j 6 h         | 56 j 8 h 1 min  |
| Anthony Marchand   |                 | 16 j 5 h 55 min  | 29 j 7 h 40 min  | 44 j 9 h 45 min  | 56 j 8 h 1 min   | 64 j 1 h 38 min |
| Éric Péron         |                 | 21 j 15 h 46 min | 32 j 19 h 35 min | 45 j 2 h 59 min  | 58 j 13 h        | 66 j 1 h 14 min |
| Tom Laperche       | 6 j 6 h 13 min  | Abandon          | -                | -                | -                | -               |

### Classement
| # | Nom                | Nom du bateau             | Nombre d'arrêts                                       | Arrivé le                                             | Temps accordé par le jury                             | Temps                                                 | Écart                                                 |
| - | ------------------ | ------------------------- | ----------------------------------------------------- | ----------------------------------------------------- | ----------------------------------------------------- | ----------------------------------------------------- | ----------------------------------------------------- |
| 1 | Charles Caudrelier | Maxi Edmond de Rothschild | 1                                                     | 27 février 2024                                       |                                                       | 50 j 19 h 7 min 42 s                                  |                                                       |
| 2 | Thomas Coville     | Sodebo Ultim 3            | 1                                                     | 29 février 2024                                       |                                                       | 53 j 1 h 12 min 40 s                                  |                                                       |
| 3 | Armel Le Cléac'h   | Maxi Banque Populaire XI  | 2                                                     | 3 mars 2024                                           |                                                       | 56 j 8 h 1 min 31 s                                   |                                                       |
| 4 | Anthony Marchand   | Actual Ultim 3            | 2                                                     | 11 mars 2024                                          |                                                       | 64 j 1 h 36 min 21 s                                  |                                                       |
| 5 | Éric Péron         | Adagio                    | 1                                                     | 13 mars 2024                                          |                                                       | 66 j 1 h 14 min 27 s                                  |                                                       |
| 6 | Tom Laperche       | SVR-Lazartigue            | Abandon le 29 janvier au Cap (collision avec un OFNI) | Abandon le 29 janvier au Cap (collision avec un OFNI) | Abandon le 29 janvier au Cap (collision avec un OFNI) | Abandon le 29 janvier au Cap (collision avec un OFNI) | Abandon le 29 janvier au Cap (collision avec un OFNI) |

## Édition 2027-2028
Dès l'arrivée de la première édition, Hervé Favre, président d'OC Sport-Pen Duick confirme une seconde édition à l'horizon 2027-2028 avec une possibilité d'une catégorie « Vintage ».

## Partenaires
Parmi les principaux sponsors il y a notamment :
- Arkéa, partenaire titre
- Brest Métropole[1]
- La région Bretagne[1]
- Le département du Finistère[1]